# Лазарев, Борис Петрович
Борис Петрович Лазарев — советский хозяйственный, государственный и политический деятель.

## Биография
Родился в 1946 году в Ленинграде. Член КПСС.
С 1963 года — на хозяйственной, общественной и политической работе. В 1963—2006 гг. — фрезеровщик, бригадир фрезеровщиков Ленинградского завода «Электросила» имени С. М. Кирова Ленинградского производственного электромашиностроительного объединения «Электросила» имени С. М. Кирова Министерства электротехнической промышленности СССР, директор Санкт-Петербургского электротехнического колледжа и декан факультета подготовки кадров в Университете аэрокосмического приборостроения.
Указами Президиума Верховного Совета СССР от 22 апреля 1975 года и от 31 марта 1981 года награждён орденами Трудовой Славы 3-й и 2-й степеней.
Указом Президиума Верховного Совета СССР от 10 июля 1986 года награждён орденом Трудовой Славы 1-й степени.
Делегат XXVII съезда КПСС.
Живёт в Санкт-Петербурге.